# 塞瓦斯托波尔海军基地
塞瓦斯托波尔海军基地（俄语：Севастопольская военно-морская база）是俄罗斯海军黑海舰队的主要基地，位于乌克兰南部俄占克里米亚地区的塞瓦斯托波尔境内。

## 历史
塞瓦斯托波尔海军基地始建于第五次俄土战争期间的1772年，在1783年俄羅斯帝國併吞克里米亞后建成。该年5月13日，俄罗斯帝国海军的11艘舰艇首先抵达了塞瓦斯托波尔湾。克里米亚战争期间，俄军于1854年凿沉大型战舰以闭塞军港入口，并在围城战中坚守了349天。最后，俄军不敌法国、英国、奥斯曼帝国和撒丁王国的攻势，在次年9月9日弃城而逃。
第一次世界大战期间，虽然俄帝国已被推翻，交战各方也正进行《布列斯特条约》的谈判，德军依然发动了拳击行动占领塞瓦斯托波尔。之后经过进一步的协商，驻在新罗西斯克畔采梅斯湾的黑海舰队官兵主动擊沉了他们的舰船。
第二次世界大战时，苏联海军黑海舰队撑过了德国空军的首次空袭。尽管如此，长达250天的鏖战后，塞瓦斯托波尔于1942年7月4日落入德军手中。
划归乌克兰以及1991年苏联解体后，该地归属乌克兰。此后直至2014年共20餘年，俄罗斯依据黑海舰队现状划分条约与哈尔科夫条约每年向乌克兰租用该港。

### 乌俄战争
2014年，俄羅斯聯邦併吞克里米亞，夺取了塞瓦斯托波尔港的控制权。
2022年10月29日，乌克兰武装部队使用無人航空載具和无人水面载具袭击了部署于塞瓦斯托波尔海军基地的黑海舰队。莫斯科号巡洋舰遭乌军击沉后接替成为黑海舰队旗舰的马卡罗夫海军上将号护卫舰等船只遭乌军无人快艇击中。
2023年9月13日，烏克蘭武裝部隊以暴風影導彈、無人機及無人小艇，再次向塞瓦斯托波尔海军基地發動襲擊，導致明斯克號大型登陸艦、B-237頓河畔羅斯托夫號潛艇受損。
2023年9月22日接近上午12時，烏克蘭國防軍發動「捕蟹器行動」，再次使用暴風影導彈成功襲擊塞凡堡設立的黑海艦隊總部。

## 图集

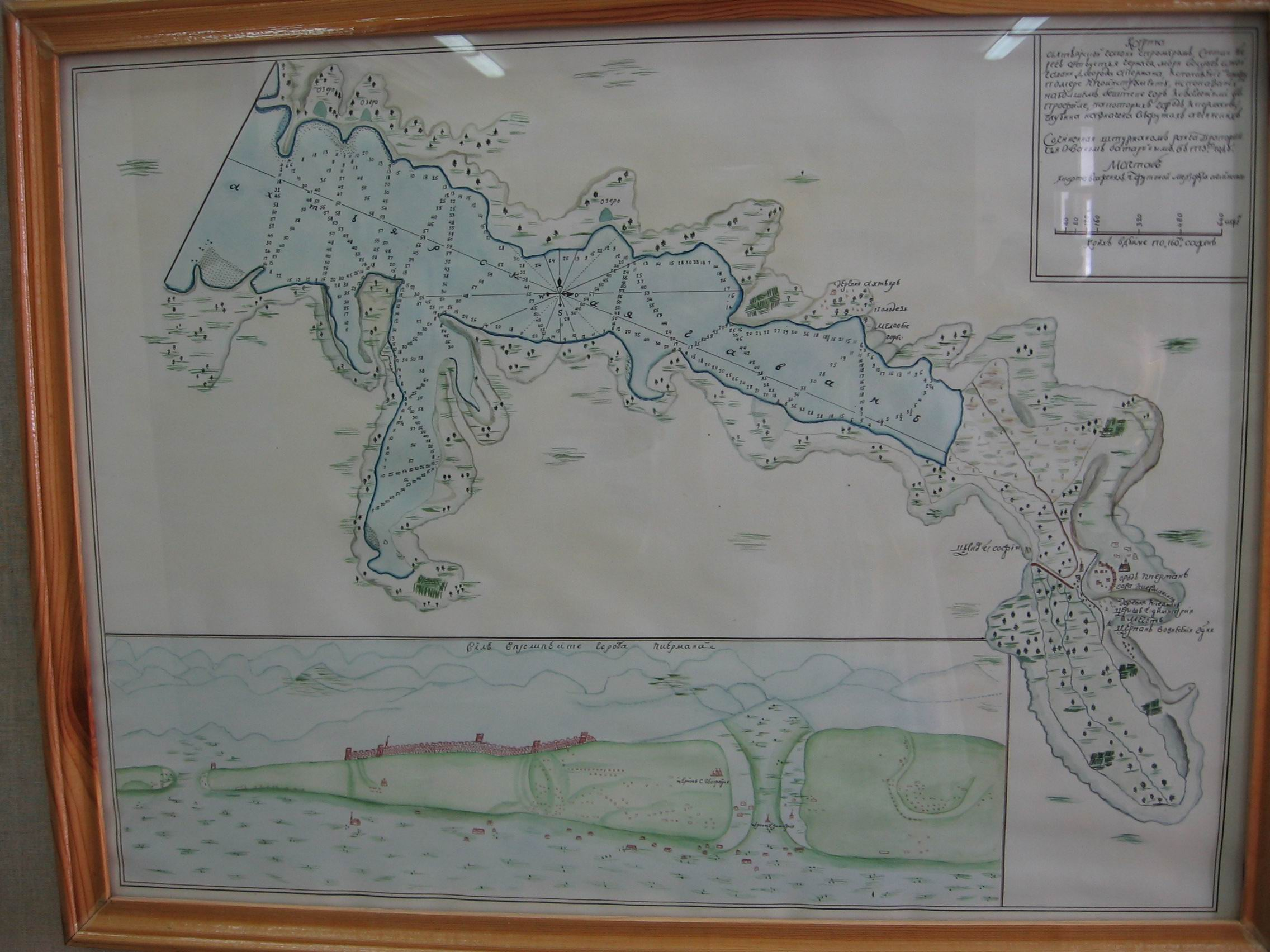
塞瓦斯托波尔港的第一张地图（1773年）
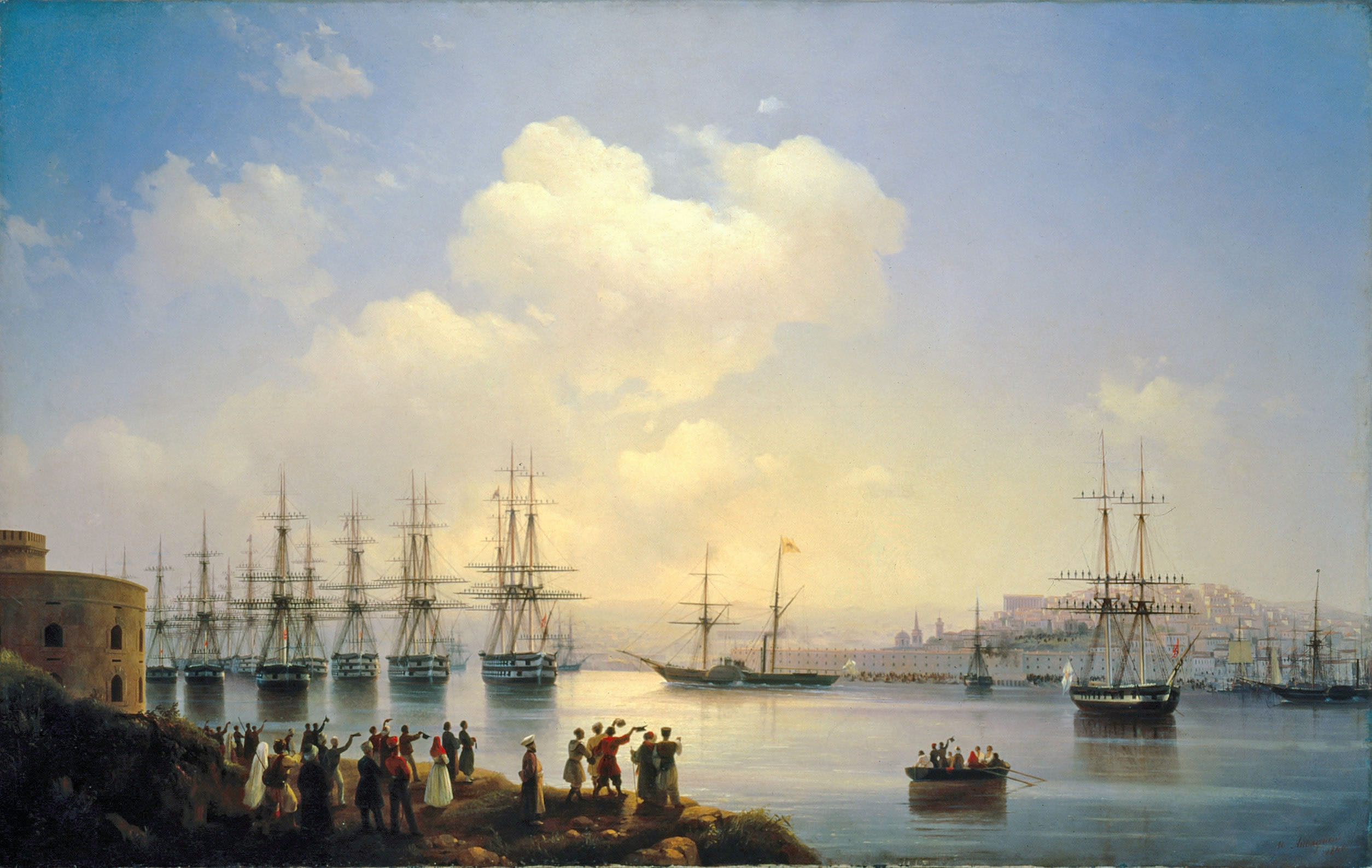
《塞瓦斯托波尔的俄军中队》（艾瓦佐夫斯基绘，1846年）
塞瓦斯托波尔港地图（1904年）
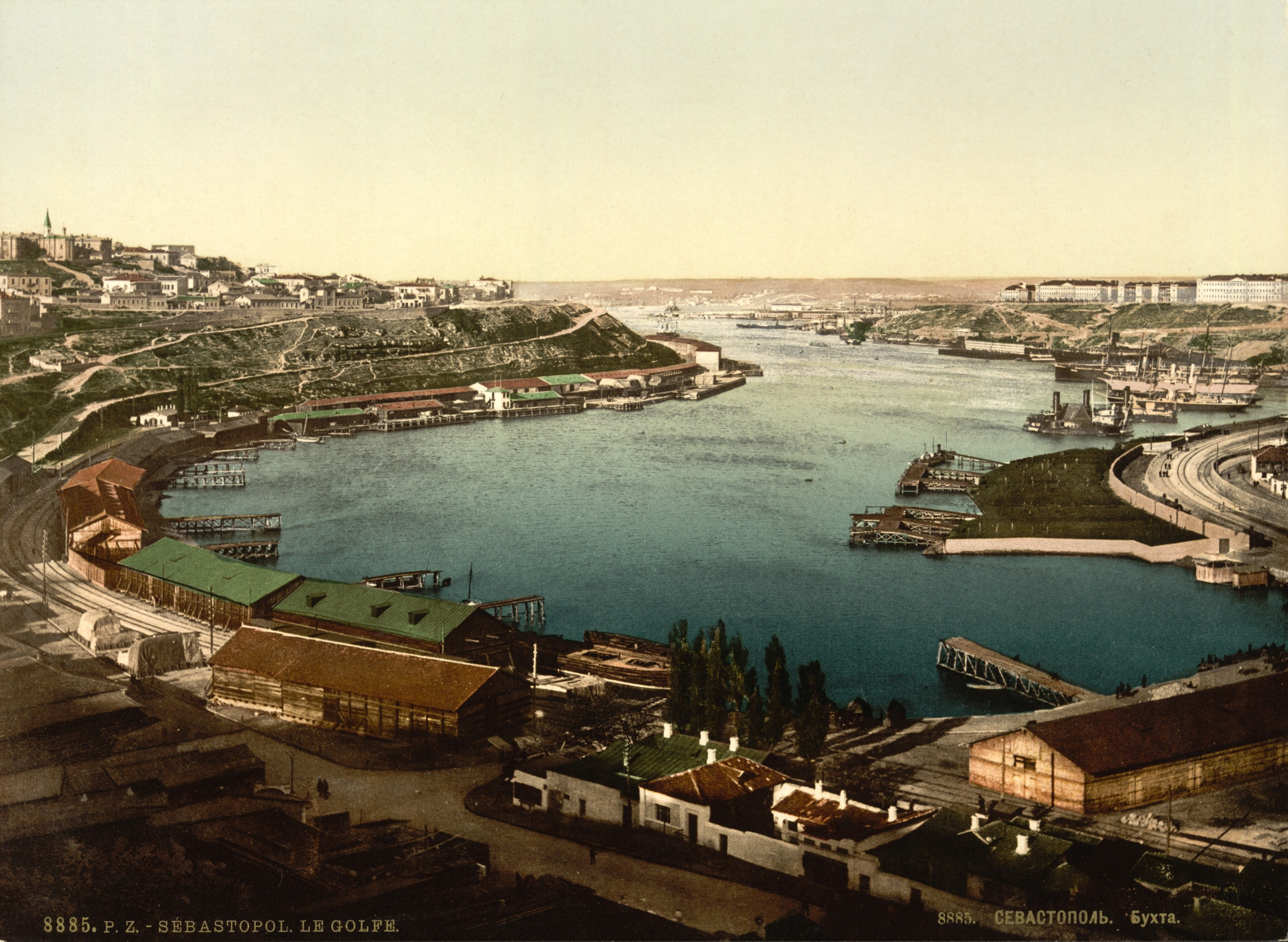
经过上色的塞瓦斯托波尔港照片（1905年）
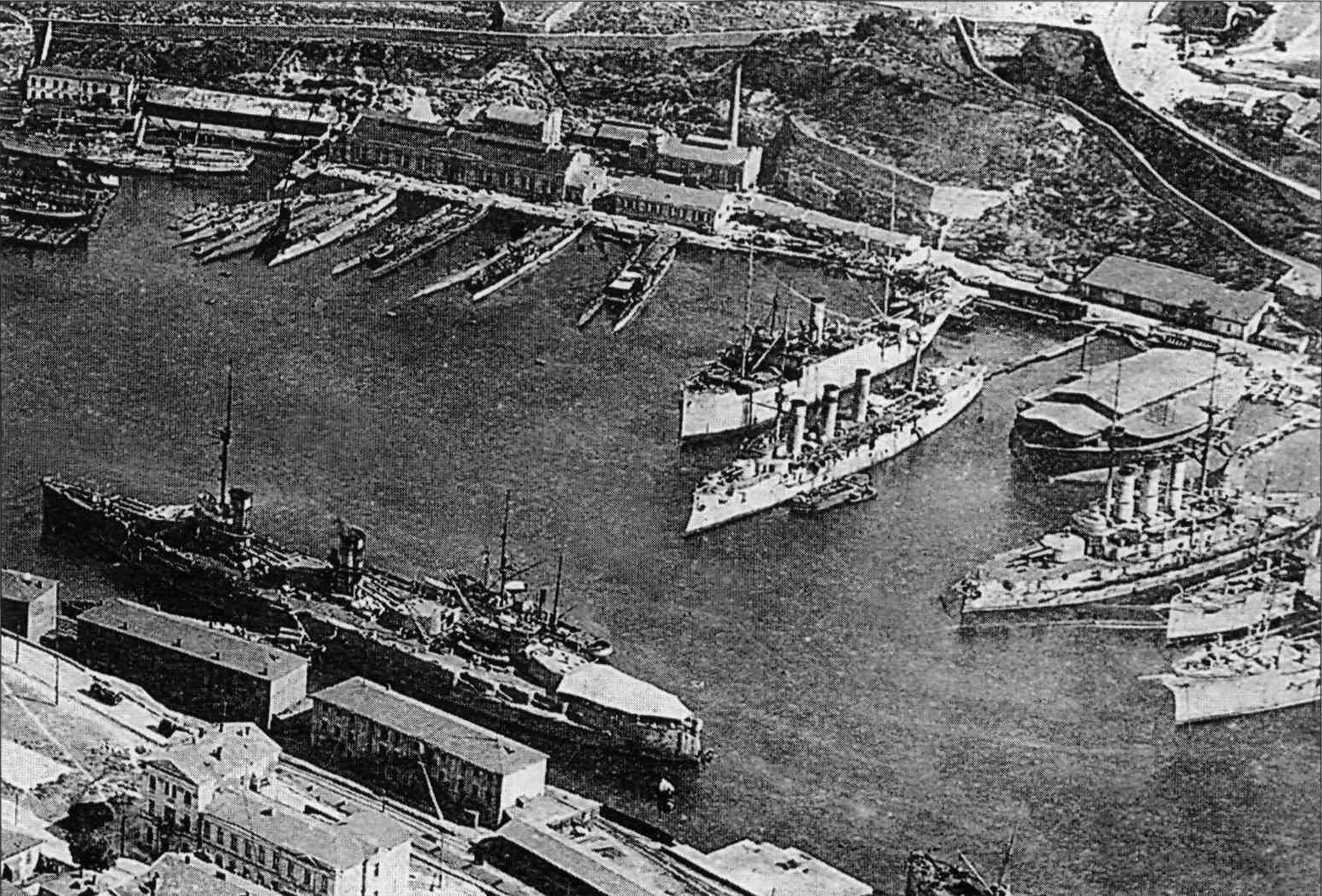
空中俯瞰该港（1918年8月）
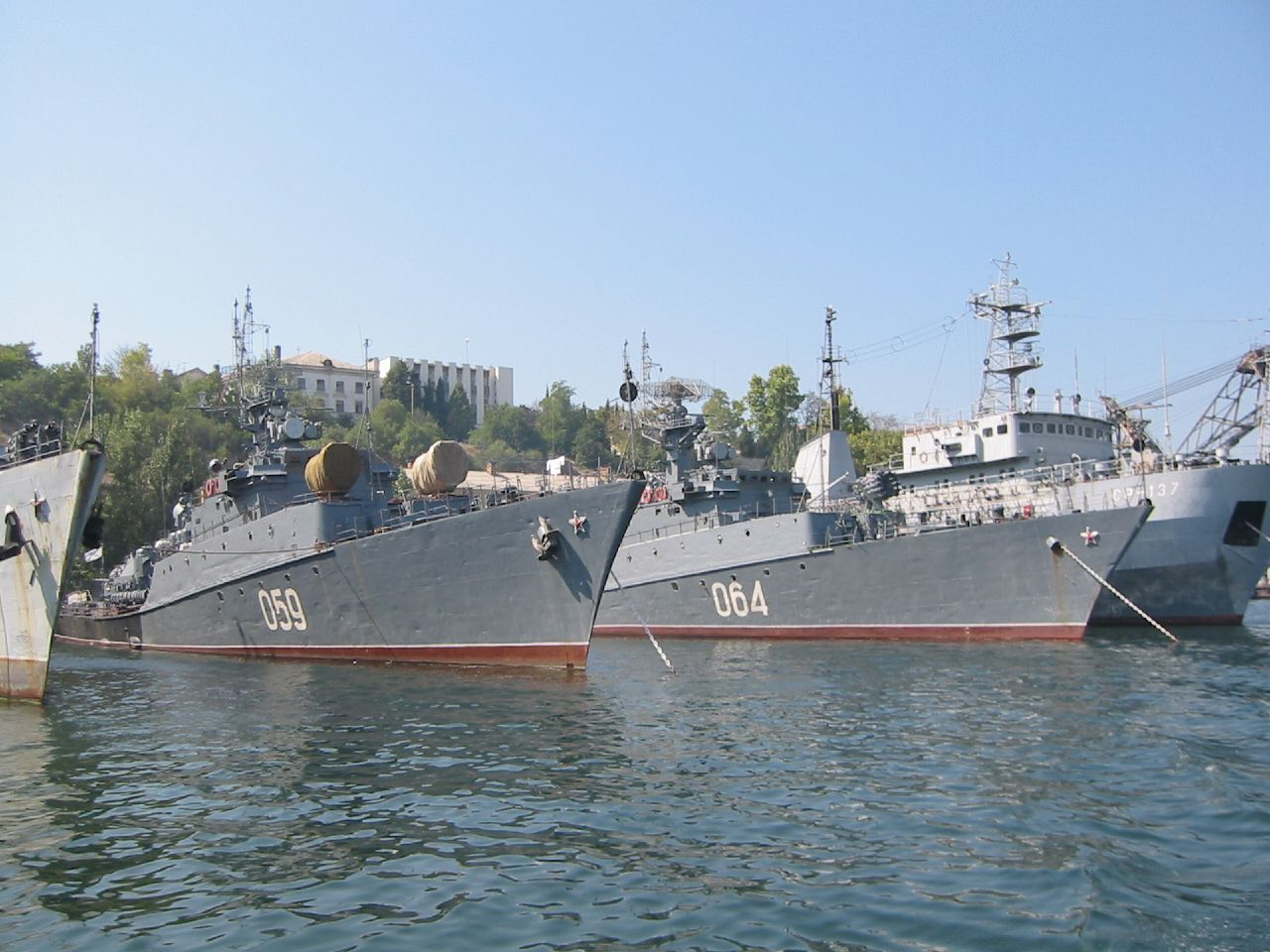
港内的俄军军舰（2005年）
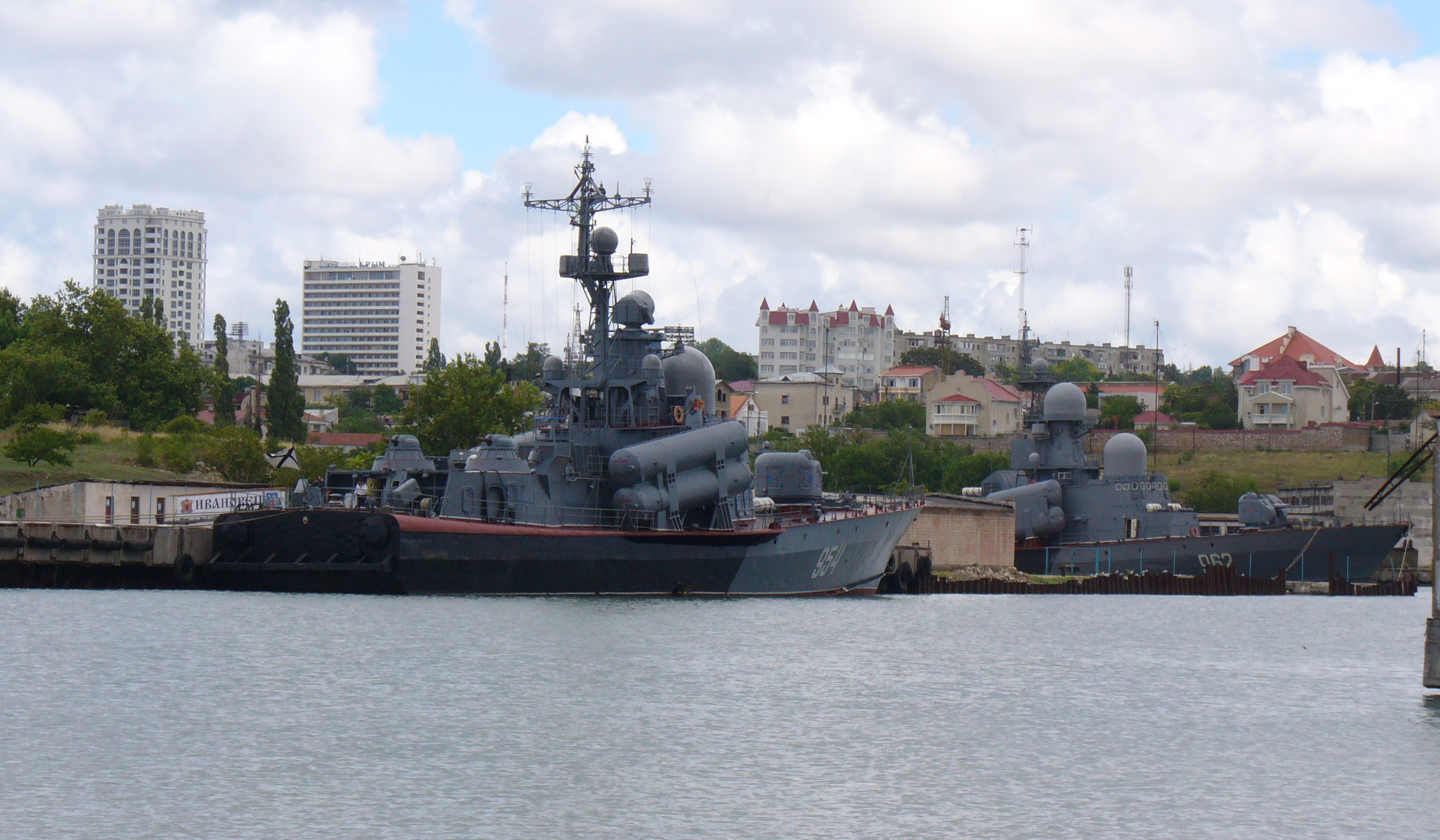
港内承租基地的俄军军舰（2008年）
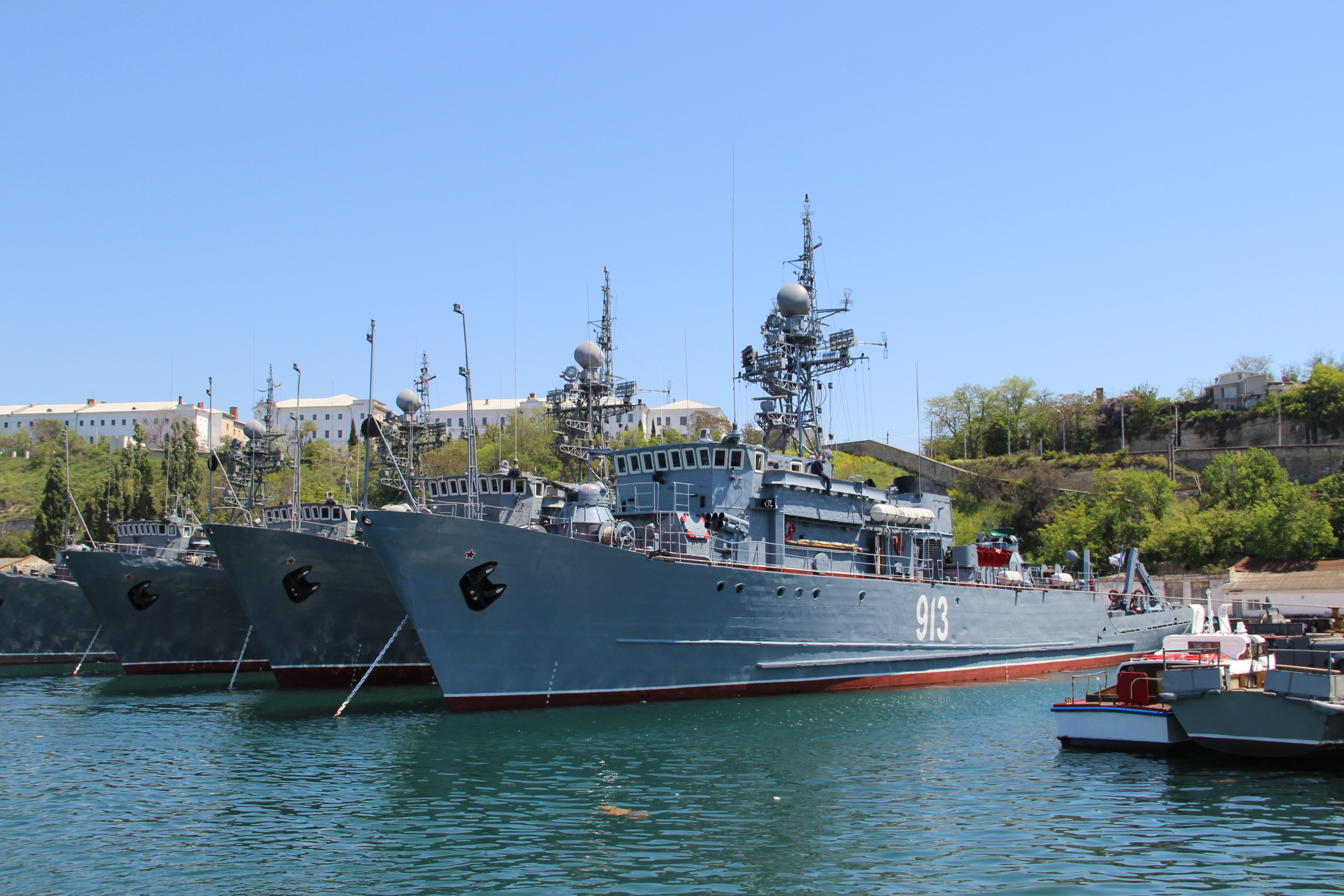
占领后港内的俄军军舰（2015年）